# リンゴ酸デヒドロゲナーゼ (NAD(P)+)
リンゴ酸デヒドロゲナーゼ [NAD(P)+](malate dehydrogenase [NAD(P)+])は、次の化学反応を触媒する酵素である。
(S)-リンゴ酸 + NAD(P)+ {\displaystyle \rightleftharpoons } オキサロ酢酸 + NAD(P)H + H+
この酵素の基質は(S)-リンゴ酸とNAD+（またはNADP+）で、生成物はオキサロ酢酸、NADH(NADPH)とH+である。
この酵素は酸化還元酵素に属し、NAD+またはNADP+を受容体として供与体であるCH-OH基に特異的に作用する。組織名は(S)-malate:NAD(P)+ oxidoreductaseで、別名にMdH II, NAD(P)+-dependent malate dehyrogenaseがある。